# Пичерно
Пичерно (итал. Picerno) је насеље у Италији у округу Потенца, региону Базиликата.
Према процени из 2011. у насељу је живело 3330 становника. Насеље се налази на надморској висини од 637 м.

## Географија
| Клима (Пичерно)            | Клима (Пичерно) | Клима (Пичерно) | Клима (Пичерно) | Клима (Пичерно) | Клима (Пичерно) | Клима (Пичерно) | Клима (Пичерно) | Клима (Пичерно) | Клима (Пичерно) | Клима (Пичерно) | Клима (Пичерно) | Клима (Пичерно) | Клима (Пичерно) |
| Показатељ \ Месец          | .Јан.           | .Феб.           | .Мар.           | .Апр.           | .Мај.           | .Јун.           | .Јул.           | .Авг.           | .Сеп.           | .Окт.           | .Нов.           | .Дец.           | .Год.           |
| -------------------------- | --------------- | --------------- | --------------- | --------------- | --------------- | --------------- | --------------- | --------------- | --------------- | --------------- | --------------- | --------------- | --------------- |
| Средњи максимум, °C (°F)   | 6,4 (43,5)      | 7,6 (45,7)      | 10,3 (50,5)     | 14,3 (57,7)     | 19,0 (66,2)     | 23,4 (74,1)     | 26,9 (80,4)     | 27,1 (80,8)     | 22,7 (72,9)     | 17,3 (63,1)     | 11,8 (53,2)     | 8,3 (46,9)      | 27,1 (80,8)     |
| Средњи минимум, °C (°F)    | 0,7 (33,3)      | 1,2 (34,2)      | 3,1 (37,6)      | 6,3 (43,3)      | 9,9 (49,8)      | 13,9 (57)       | 16,4 (61,5)     | 16,7 (62,1)     | 13,7 (56,7)     | 9,8 (49,6)      | 5,6 (42,1)      | 2,7 (36,9)      | 0,7 (33,3)      |
| Количина падавина, mm (in) | 78 (30,7)       | 42 (16,5)       | 58 (22,8)       | 62 (24,4)       | 40 (15,7)       | 35 (13,8)       | 20 (7,9)        | 21 (8,3)        | 37 (14,6)       | 60 (23,6)       | 93 (36,6)       | 106 (41,7)      | 652 (256,6)     |
| [ тражи се извор ]         |                 |                 |                 |                 |                 |                 |                 |                 |                 |                 |                 |                 |                 |

## Становништво
| 1931. | 1936. | 1951. | 1961. | 1971. | 1981. | 1991. | 2001. | 2011. |
| ----- | ----- | ----- | ----- | ----- | ----- | ----- | ----- | ----- |
| 4.702 | 5.091 | 5.692 | 5.423 | 4.804 | 5.502 | 5.976 | 6.186 | 6.080 |